# Áureo (moneda)

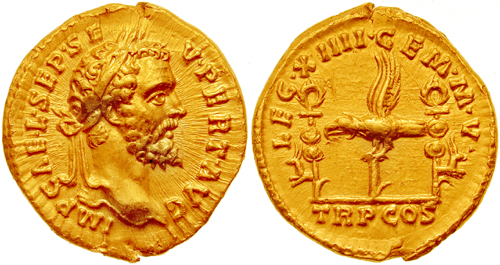
Áureo del año 193 representando a Septimio Severo como homenaje a la Legión XIV Gemina, la que le había proclamado emperador de Roma.

El áureo (aureus, en latín, plural aurei) era una moneda en la antigua Roma de oro, equivalente a 25 denarios de plata. Fue emitido regularmente desde el siglo I a. C. hasta el siglo IV d. C., cuando fue sustituido por el sólido bizantino (solidus). El áureo tenía aproximadamente las mismas dimensiones del denario, aunque mucho más pesado debido a la mayor densidad del oro. 
Originalmente acuñada en un alto grado de pureza, el áureo fue fundamental en el sistema monetario romano, coexistiendo con otras monedas. A lo largo de los siglos, su peso y composición variaron, especialmente durante las reformas monetarias de diferentes emperadores, reflejando las tensiones económicas y políticas del Imperio. 

## Historia y Evolución
A partir de la época de Julio César en el año 49 a.c, el áureo pasó a ser acuñado con más frecuencia. César también fijó el peso de la moneda en 1/40 de la libra romana, aproximadamente el equivalente a 8 gramos. Durante el reinado de Nerón, el peso del áureo fue reducido a 1/45 de la libra. Bajo Marco Aurelio, la producción de áureos declinó, y con Caracalla fue devaluado de nuevo su peso hasta 1/50 de la libra. Fue sustituido por el sólido en 309, durante el imperio de Constantino I, aunque hasta el año 350 se siguió acuñando en ocasiones especiales. En un contexto marcado por las guerras civiles romanas, era parte de un esfuerzo por financiar el conflicto militar y estabilizar la economía. Esta moneda coexistió con el denario de plata en el sistema monetario romano, manteniendo una equivalencia fija de 25 denarios por áureo.
Inicialmente, el áureo tenía una pureza de hasta el 98% de oro. Este nivel de calidad garantizaba su aceptación incluso más allá de las fronteras del Imperio Romano. La acuñación seguía un proceso manual: el oro fundido se recortaba en discos uniformes y se estampaba utilizando troqueles diseñados por artesanos expertos. Los motivos incluían la efigie del emperador en el anverso y mensajes propagandísticos o símbolos divinos en el reverso. Esta iconografía fortalecía la autoridad imperial y transmitía valores romanos a las provincias. En términos contemporáneos, con un áureo se podía adquirir un esclavo joven o cubrir la paga anual de un legionario. Esta capacidad de compra lo posicionaba como una moneda de ahorro para las élites romanas, utilizada en transacciones de alto valor como pagos al ejército y dotes matrimoniales, también tuvo una presencia destacada en las obras de autores clásicos. Suetonio menciona su uso en donativos imperiales durante ceremonias públicas, mientras que Tácito lo describe en contextos de corrupción política, como sobornos a senadores. Estas menciones subrayan la importancia del áureo no solo como moneda, sino como un símbolo de riqueza y poder.
Fue sustituido por el sólido en 309, durante el imperio de Constantino I, aunque hasta el año 350 se siguió acuñando en ocasiones especiales.